# Xenoestrógeno
Los xenoestrógenos son compuestos nuevos, diseñados y desarrollados por el ser humano, que difieren de los arquiestrógenos (antiguos, presentes en la naturaleza) producidos por los organismos vivos. Los xenoestrógenos imitan el efecto de otros estrógenos. Su impacto potencial ecológico y en la salud humana está bajo estudio.
Los xenoestrógenos son parte de un grupo heterogéneo de químicos que son agentes hormonales activos. Difieren de los fitoestrógenos (sustancias estrogénicas de las plantas), micoestrógenos (sustancias estrogénicas de los hongos, los que pueden ser considerados un tipo de micotoxina, y de los estrógenos farmacológicos (cuya acción estrogénica es intencional) en que son hechos por el hombre y sus efectos no son intencionados. Los estrógenos de una variedad de fuentes pueden tener un efecto acumulativo en los organismos vivos, y los xenoestrógenos pueden ser parte de un cuadro mayor de un proceso de estrogenización del medio ambiente. Los xenoestrógenos han estado siendo introducidos en el medio ambiente por compañías industriales, de agricultura y químicas sólo en los últimos 70 años, aproximadamente, pero han existido compuestos similares en el ambiente desde el comienzo de la vida misma. (ver fitoestrógeno)

## Efectos
Se ha implicado a los xenoestrógenos en una variedad de problemas médicos, pero hay poca evidencia de que ellos realmente originen algún efecto adverso en humanos. Más importante es la preocupación de que los xenoestrógenos como falsos mensajeros puedan distorsionar el proceso de reproducción. Los xenoestrógenos tienen un efecto similar que los estrógenos producidos naturalmente y pueden incrementar el crecimiento del endometrio, por lo que los tratamientos de la endometriosis incluyen la prohibición de usar productos que los contengan. Del mismo modo, también se les evita con el fin de evitar la aparición o agravamiento de una adenomiosis. Los estudios implicaron observaciones de alteraciones en la vida salvaje con exposición estrogénica. Los temas reproductivos relacionados con los humanos son la exposición fetal (que puede conducir a hipospadia) y la disminución de la capacidad reproductiva en hombres (por ejemplo, decremento en el conteo espermático).
En un estudio de Sharpe y Shakkeback, publicado en The Lancet en 1993, los investigadores atribuyeron la incidencia de la caída en el conteo espermático en varones a la incrementada exposición a estrógenos en el útero.
Otro aspecto es el efecto potencial de los xenoestrógenos en oncogénesis, específicamente en relación con el cáncer de mama.
Algunos científicos dudan que los xenoestrógenos tengan algún significado biológico, en las concentraciones que se les encuentra en el medio ambiente.

## Presencia
La ubicua presencia de tales sustancias estrogénicas es una preocupación significativa para la salud, tanto individual como colectiva. La vida yace en la transmisión de la información biológica a la siguiente generación, y la presencia de xenoestrógenos puede interferir con el proceso de la información transgeneracional a través de la "confusión química" (Vidaeff y Sever), que enuncia: "Los resultados no apoyan con certeza la visión de que los estrógenos medioambientales contribuyan a un incremento en los desórdenes reproductivos en machos".

## Investigación
Aquellos que creen que la distorsión de los estrógenos ambientales es un peligro mayor para la salud tienen la oposición de los detractores, que arguyen que los efectos observados son espurios e inconsistentes, o que las cantidades de los agentes son demasiado bajas para tener algún efecto.
Un estudio del 2005 por Belcher y sus colaboradores demostró que incluso cantidades muy bajas de un xenoestrógeno, en este caso Bisfenol A, puede afectar las señales neurales fetales más que niveles mayores (PMID 16123166), indicando que los modelos clásicos donde la dosis iguala a la respuesta puede no ser aplicable en un tejido susceptible. Debido a que este estudio involucró inyecciones intra-cerebelares, su relevancia a las exposiciones medioambientales es incierta.

## Productos químicos con efectos estrogénicos conocidos
- 4-Metilbenziliden canfor (4-MBC) (lociones de bloqueadores solares)
- hidroxianisol butilado / BHA (preservante alimentario)
- atrazina (insecticida)
- bisfenol A (monómer de los plásticos de policarbonato y resinas epóxicas; antioxidante en plastificantes)
- diclorodifenildicloroetileno (uno de los productos de la descomposición del DDT)
- dieldrín (insecticida)
- DDT (insecticida)
- endosulfano (insecticida)
- eritrosina / FD&C Red n.º 3
- etinilestradiol (píldora contraconceptiva oral combinada) (liberada al medio ambiente como un xenoestrógeno)
- heptaclor (insecticida)
- lindano / hexaclorociclohexano (insecticida)
- metaloestrógenos (un tipo de xenoestrógenos inorgánicos)
- metoxiclor (insecticida)
- nonilfenol y sus derivados (surfactantes industriales; emulsificadores para la polimerización en emulsión; detergentes de laboratorio; pesticidas)
- bifenilos policlorados / PCBs (en aceites eléctricos, lubricantes, adhesivos, pinturas)
- parabenos (lociones y suplementos alimenticios en forma de softgel)
- fenosulfotiazina (un tinte rojo)
- ftalatos (plastificantes)
  - DEHP (plastificante para PVC)